# Ettore Forti
Pour les articles homonymes, voir Forti.
Ettore Forti, (1850-1940) est un peintre italien du XIXe siècle et XXe siècle actif à Rome.

## Biographie
Ettore Forti est actif à Rome. Son nom apparaît dans les ventes aux enchères depuis le début du XIXe siècle. Son travail se cantonne à des peintures anecdotiques illustrant la vie dans la Rome antique,.

## Œuvres
- Soirée au temple
- Fête des centaures
- Marchand de tapis dans la Rome antique
- Intérieur d'un bâtiment romain avec personnages[4]

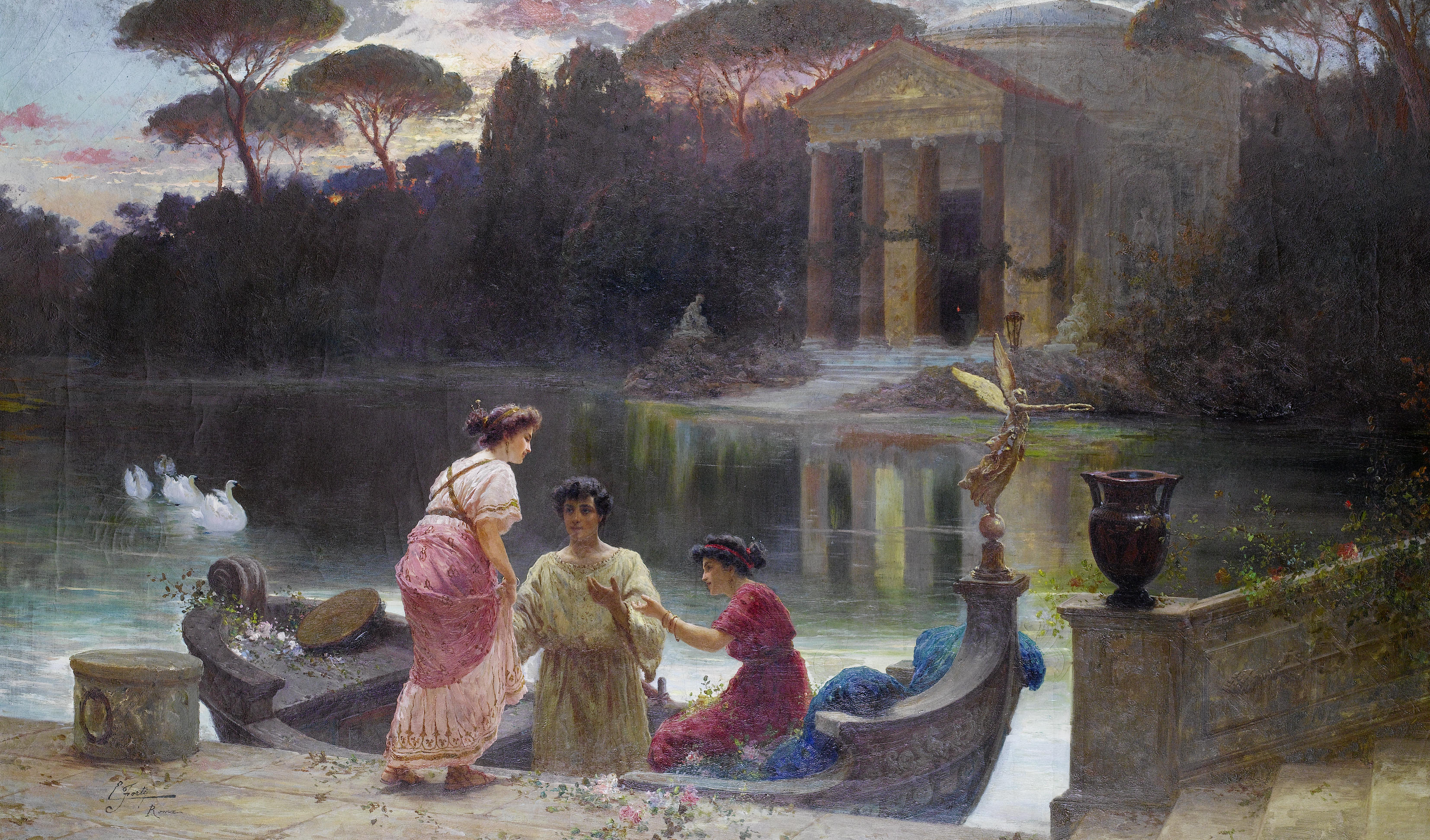
Soirée au temple
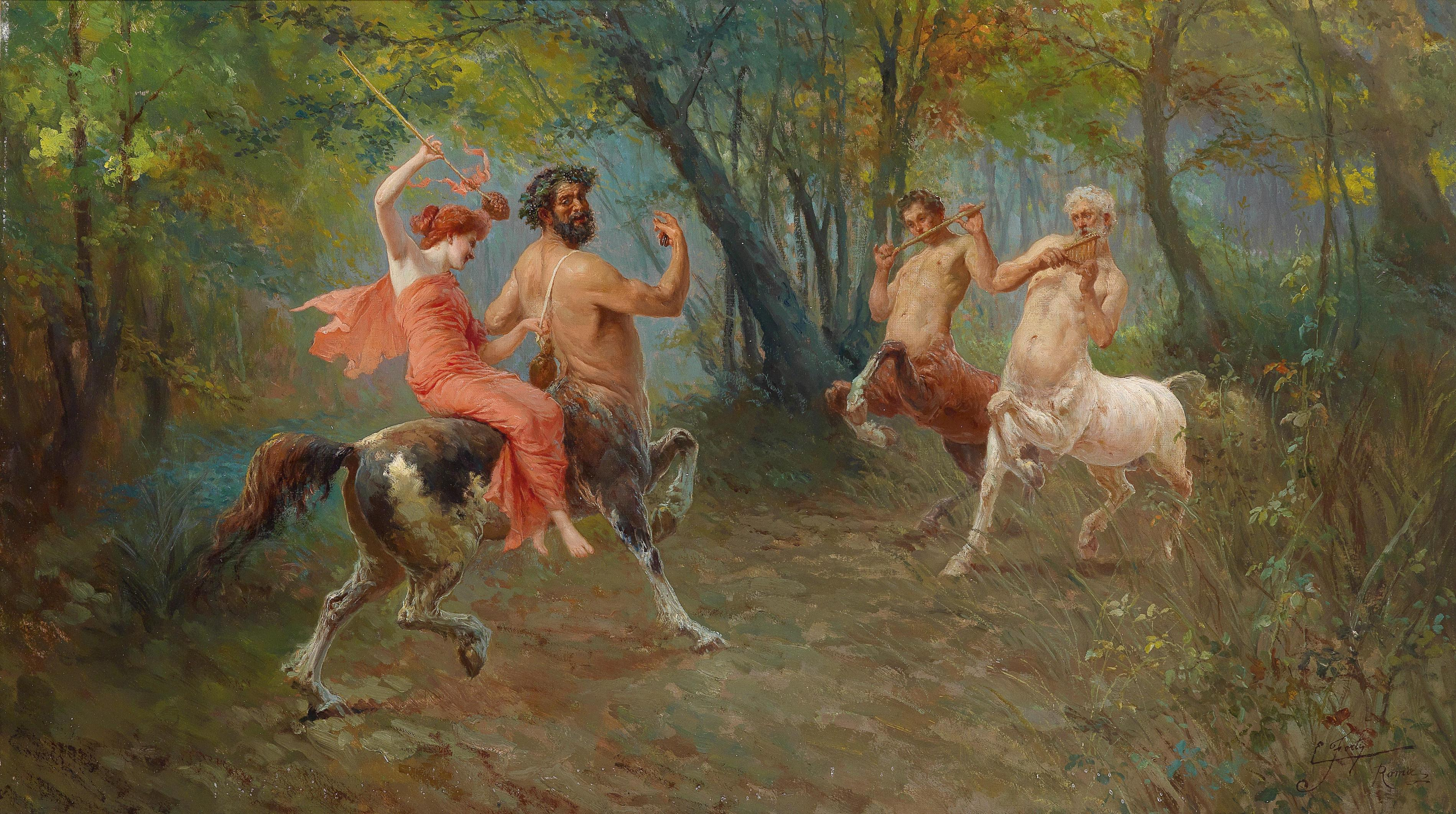
Fête des centaures
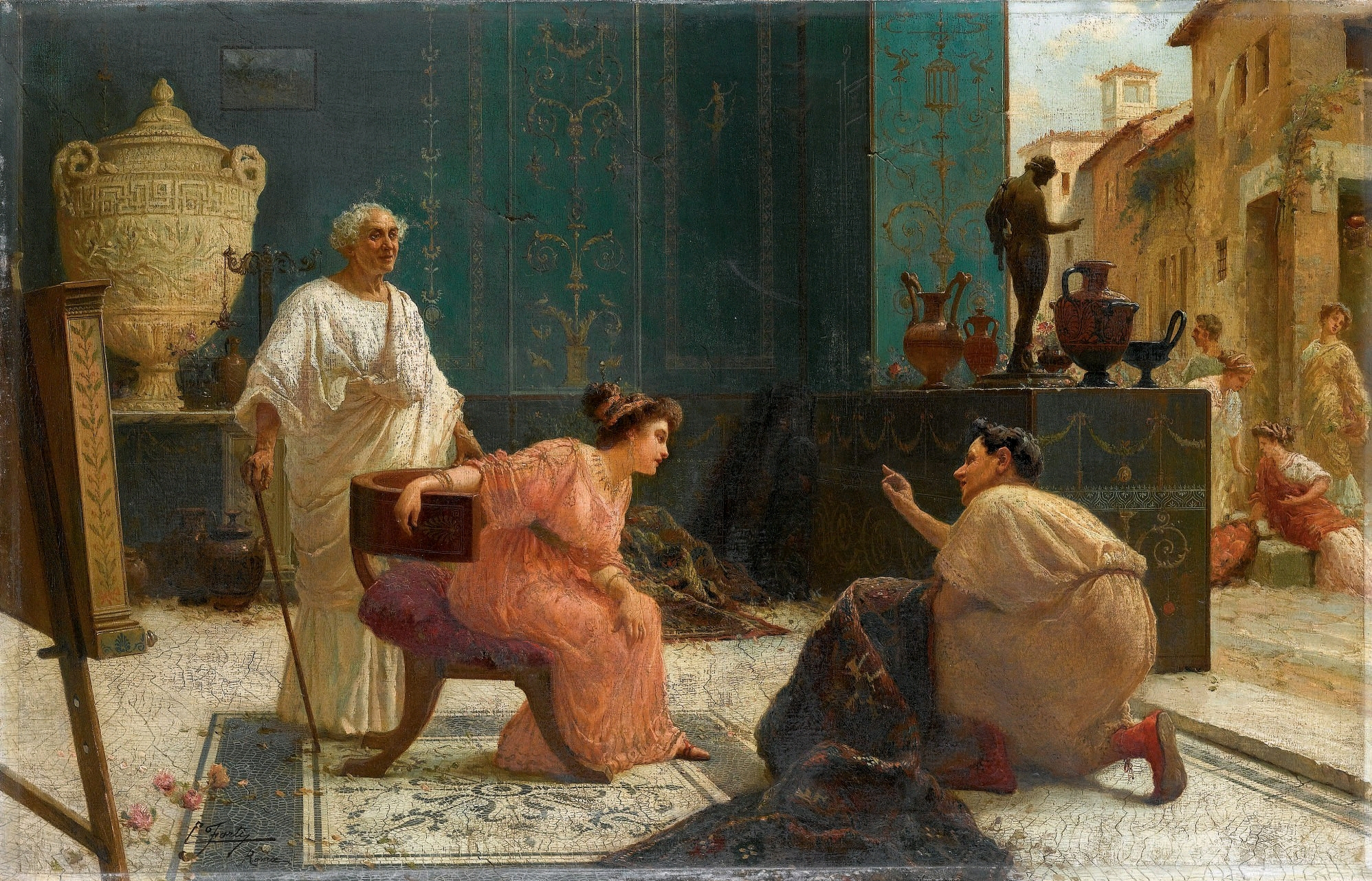
Marchand de tapis dans la Rome antique